# Michele Soavi

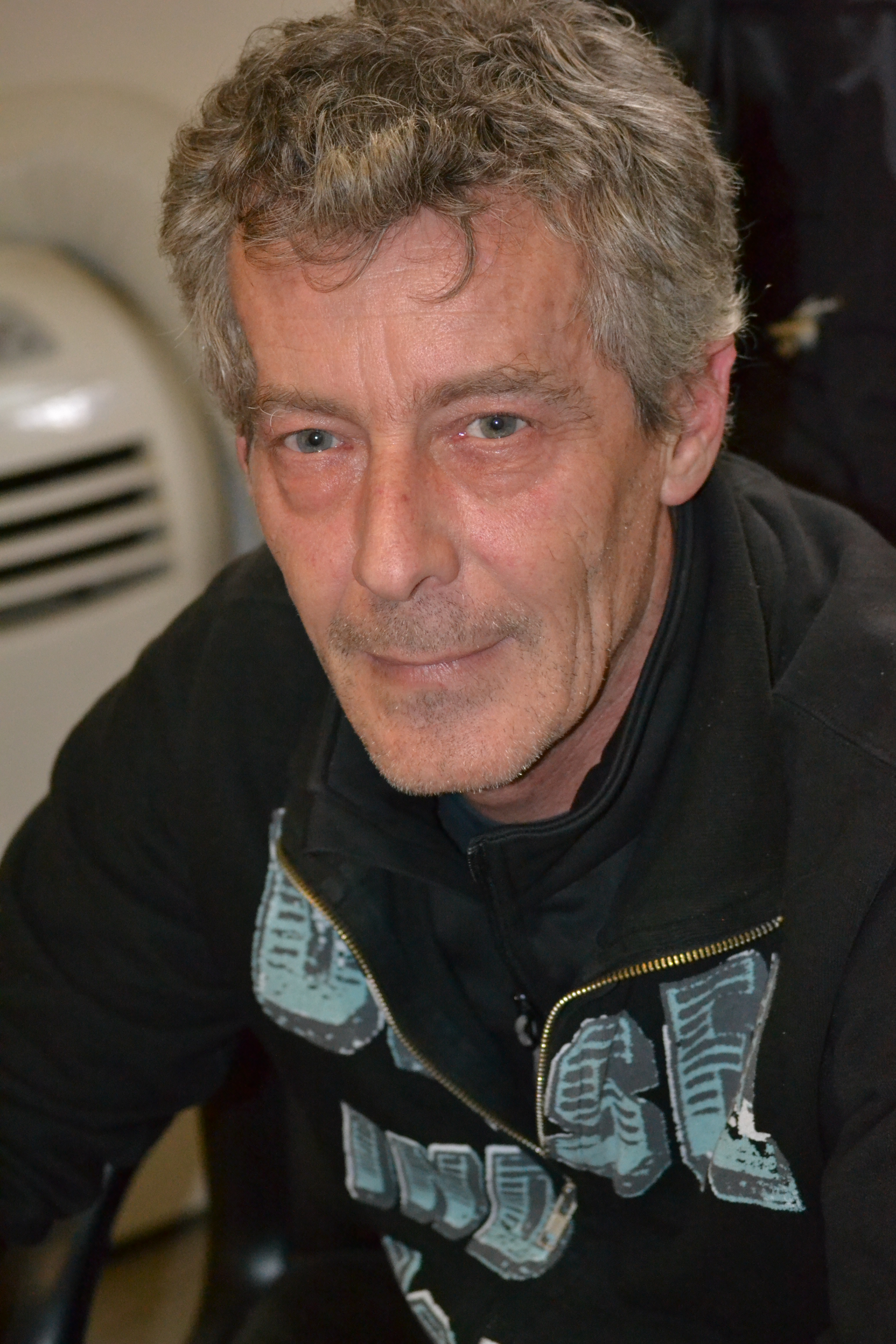
Michele Soavi (2011)

Michele Soavi (* 3. Juli 1957 in Mailand) ist ein italienischer Schauspieler, Drehbuchautor und Filmregisseur.

## Leben
Der Sohn des Schriftstellers Giorgio brach sein Studium ab, um sich seiner Leidenschaft Kino zuzuwenden und war seit Mitte der 1970er Jahre als Schauspieler tätig, wobei er selten mehr als Kleinstrollen spielte. Bald wandte er sich auch technischen Aspekten zu und wirkte als Schnittassistent; auch an der Produktion eines Filmes von Marco Modugno, dem auf Super 8 gedrehten Bambulé, war er beteiligt. Zu Beginn der 1980er Jahre konnte Soavi mit seinem Vorbild Dario Argento, aber vor allem mit Joe D’Amato als Regieassistent zusammenarbeiten. 1982 war er auch als Drehbuchautor tätig und begleitete in dieser Funktion zwei Produktionen von D’Amato, der seinerseits als Produzent von Soavis Regiedebüt, dem Horrorfilm Aquarius – Theater des Todes aus dem Jahr 1987, fungierte. Seine beiden folgenden Filme wurden dann von Argento produziert und zeigen dessen deutliche stilistische Einflüsse. 1993 verfilmte er Tiziano Sclavis DellaMorte DellAmore. Zwischen 1995 und 1998 inszenierte er zahlreiche Werbefilme, danach für das Fernsehen actionorientierte Thriller, oftmals mit Raoul Bova als Protagonisten, so die Ultimo-Filme oder noch 2007 Nassiryia - Per non dimenticare. 2006 war seine Kinoarbeit Arrivederci amore, ciao über die Zeit der italienischen Anni di piombo (die 1970er und beginnenden 1980er Jahre) erschienen.
Häufig arbeitet er mit dem Drehbuchautor Franco Ferrini zusammen. In vielen Fällen drehte Soavi auch aufbauend auf eigenen Drehbüchern. In den 2010er Jahren arbeitet er vor allem an Fernsehserien. Sein Schaffen umfasst an die zwei Dutzend Produktionen.

## Filmografie (Auswahl)

### Regisseur
- 1985: Dario Argento’s World of Horror (Il Mondo dell’orrore di Dario Argento)
- 1987: Aquarius – Theater des Todes (Deliria)
- 1989: The Church (La chiesa)
- 1990: The Sect (La Setta)
- 1994: DellaMorte DellAmore
- 2006: Eiskalt – Arrivederci amore, ciao (Arrivederci amore, ciao)
- 2018: Unsere Lehrerin, die Weihnachtshexe (La befana vien di notte)

### Drehbuchautor
- 1982: Ator – Herr des Feuers (Ator l'invincibile)

### Darsteller
- 1980: Alien, die Saat des Grauens kehrt zurück (Alien 2 – Sulla terra)
- 1980: Ein Zombie hing am Glockenseil (Paura nella città dei morti viventi)
- 1985: Dämonen 2 (Dèmoni)
- 2007: Milano Palermo - Il ritorno